# 민사당
민사당(일본어: 民社党, 영어: Democratic Socialist Party)은 1960년 일본사회당의 탈당파가 주축이 되어 창당된 일본의 옛 정당이다. 민주사회주의, 우파 사회민주주의 정당이었다.
니시오 스에히로, 가타야마 데쓰, 미즈타니 조자부로 등 사회당 우파에 의해 창당됐으며 처음엔 민주사회당(일본어: 民主社会党)이라 했다가 1969년에 당명을 고쳤다. 반공산주의·반소련을 기치로 내걸었으며 1994년 신진당 결성과 함께 해산했다.
민주사회주의에 기반하여 혼합 경제와 복지국가를 지향하고 공산주의에 대해 강한 적의를 보였다. 프롤레타리아 독재를 지향하는 사회당과 달리 스스로를 국민정당으로 규정하고 참가하는 복지를 내세웠으며 공무원의 수를 줄이고 관공노조의 파업을 규제하는 정책을 내놓았다.
처음엔 사회당과 함께 주일 미군에 반대했지만 점차 「미일안전보장조약」을 강화해야 한다는 쪽으로 성향이 바뀌어 갔다. 급기야는 기습 침공을 당했을 때 총리대신의 출동 명령을 기다리지 않고 최전방 부대의 지휘관이 초법규적 행동을 취해야 한다고 발언한 전 통합막료회의 의장 구리스 히로오미를 공천할 정도로 자민당을 뛰어넘는 우익적, 매파적 입장을 취하게 되었다. 하지만 한편으론 「일본국 헌법」 제9조의 개정에는 반대하여 야당으로서의 정체성을 지키기도 했다.
2006년 7월 18일 미국 국무부가 외교 문서를 공개하면서 중앙정보국(CIA)이 자유민주당의 유력 정치인이나 사회당 우파를 지도할 것으로 보이는 온건 좌파 세력에 자금을 제공하여 민사당 창당에 도움을 줬다는 사실이 드러났다. 창당할 때까지 7만 5,000달러를 원조했으며 창당 후에도 1964년까지 해마다 비슷한 규모의 원조가 이루어졌다. 일본 경제 단체 연합회 등 일본 재계의 원조도 받았는데 경단련의 원조는 자민당과 비교해선 1/10 정도에 불과했다. 그 외에 민사당의 주요 지지 기반인 노동조합의 지원금액도 상당한 비중을 차지했다.

## 민주사회주의와 반공주의
당의 중심 사상인 민주사회주의는 혁명을 부정하고 대의제 민주주의를 통해 노동자의 권리를 옹호하고 복지를 증진하며 합법적·민주적 사회주의를 실현하려는 입장을 말한다. 이는 서유럽·북유럽식 사민주의 정당 이념을 모범으로 삼은 것이었다. 따라서 사민주의·민주사회주의 정당이 참여한 사회주의 인터내셔널에 가맹했다.
좌우파 모든 전체주의와의 대결을 주장하고 복지국가 건설, 중산층 국가를 이념으로 내세웠다. 전체주의와의 대결은 공산주의와 파시즘에 반대한다는 의미지만 특히 반공을 우선하여 일본공산당을 격렬히 비판했다. 이 무렵 사회당이 마르크스-레닌주의 색채가 짙게 남아 있으면서도 한편으로 사회민주주의 정당을 지향하려는 움직임을 보이자 민사당은 사회당의 사회민주주의와 민사당의 민주사회주의는 다르다고 강조했다.
민사당의 반공주의 성향은 외교에서도 그대로 적용돼 소련을 강하게 규탄하고 권위주의 정권이면서도 반공·반소를 내세우던 대한민국의 박정희, 스페인의 프란시스코 프랑코를 지지했다. 심지어 중소 분쟁을 계기로 중화인민공화국이 소련과 대립하자 방중단을 파견해 하나의 중국을 지지하는 등 중일국교정상화에 어느 정도 역할을 수행했다.
1973년 칠레 쿠데타로 집권한 아우구스토 피노체트가 칠레 사회당의 살바도르 아옌데 정권을 무너뜨린 자유주의 정권이라며 지지했고 칠레를 시찰한 민사당 의원 쓰카모토 사부로는 칠레 쿠데타를 하늘의 목소리라 절찬했다. 쿠데타의 배후에 CIA가 있단 소문이 당시부터 있었다는 걸 감안하면 민사당의 친미적 태도를 극명히 보여주는 셈이다. 사회주의 인터내셔널, 서·북유럽의 사민주의 정당이 반공을 내세우면서도 군사독재 정권을 지지하지 않은 태도를 보인 것과는 정반대였다.
일본노동조합총평의회(총평)가 사회당의 주요 지지 기반이었기에 총평과의 사이는 좋지 못한 반면 전일본노동총동맹(동맹)과는 깊은 협력 관계를 유지했다. 국가 안보를 담당하는 방위나 전력 업계와의 연결고리도 강하여 민사당은 방위력 유지나 원전 추진에 적극적이었다.

## 방위와 「헌법」에 대한 인식
당초에는 「미일안전보장조약」 개정에 반대하는 등 사회당 우파와 비슷한 입장을 취했다. 하지만 「한일기본조약」 비준 때 자민당에 동조했고 1968년 자민당의 브레인이던 정치학자 로야마 마사미치가 일미안보긍정론을 정리해 발표한 뒤에는 자위대 합헌·일미 안보 견지로 선회했고 국회 상임위원회로 방위위원회 설치도 주장했다.
1970년대에는 자위대가 합헌임을 확인하는 국회 결의를 주장하거나 유사법제 정비를 요구했다. 1986년 국방회의를 안전보장회의로 개편할 때 명칭을 국가안전보장회의로 할 것을 주장하기도 했다. 유럽의 사민주의 정당도 군비를 부정하지는 않지만 민사당의 경우 방위 관계 노조와의 연결이 있었기에 더욱 적극적이었다. 또한 보유하지만 행사하지 않는다는 내각이 내린 집단적 자위권 해석을 기만이라며 단언하고 「헌법」은 행사를 금지하고 있지 않으니 국민적 논의를 거쳐 마땅히 행사해야 한다고 주장했다.
처음엔 민사당 계열 호헌 단체인 헌법옹호 신국민회의를 설치했을 정도로 호헌 입장을 확실히 견지해 1960년대 내각에 설치된 헌법조사회 참여도 거부했다. 다만 사회당과 달리 자위대가 전수방위에 나서는 것은 합헌이라 주장했다. 하지만 1992년 당에 설치된 세계평화와 헌법문제특별위원회가 「일본국 헌법」 제9조를 개정하여 자위대와 문민통제를 명문화해 국제 공헌에 나설 필요가 있다고 주장하면서 당의 입장이 흔들리기 시작했다. 그러나 주요 지지 기반인 동맹이 반발하여 개헌이 당론으로 채택되지는 않았다.

## 역사

### 창당

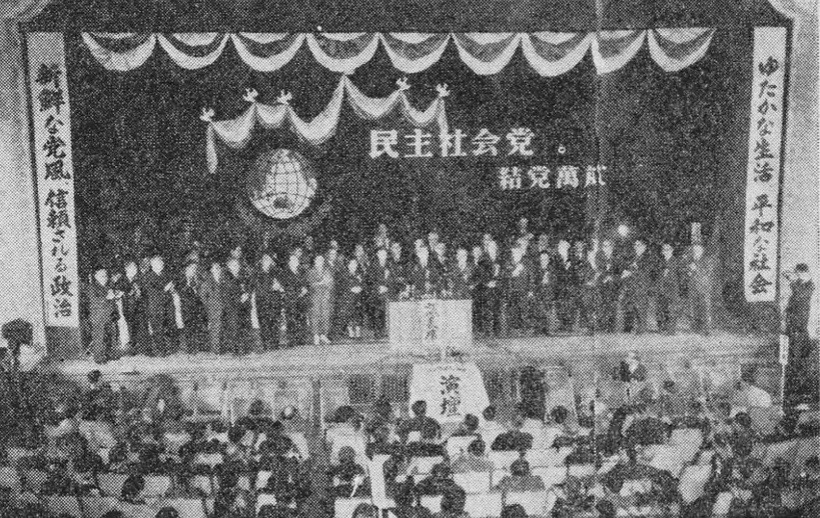
민주사회당 창당 대회.

1959년 6월에 실시된 제5회 일본 참의원 의원 통상선거에서 일본사회당이 패배했는데 이유가 무엇인지를 놓고 좌우파 사이에서 갈등이 불거졌다. 사회당 좌파는 일본공산당과의 사공 공투를 지향했지만 반공주의적 입장에 있던 니시오 스에히로 파벌은 이에 반발하여 10월 18일 탈당하고 재건동지회를 결성했다. 갈등은 「미일안전보장조약」 개정 과정에서 폭발하여 이후 우파 계열인 가와카미 조타로 파벌에서도 탈당하는 의원이 나왔다.
1960년 1월 24일 구단 회관에서 결당대회를 열어 민주사회당 창당을 선언했다. 초대 중앙집행위원장(당수)에는 니시오가 취임했고 소네 에키가 서기장이 되었다. 창당 당시 민주사회당 소속 의원은 중의원 의원이 38명, 참의원 의원이 16명이었는데 이후 의원이 계속 늘어 1960년 총선 전에 중의원 의원 40명, 참의원 의원 17명이 되었다.

### 중도정당과의 제휴
창당 직후 치러진 제29회 일본 중의원 의원 총선거에서 민사당은 해산 전 40석에서 선거 후 17석으로 당세가 크게 줄었다. 그 이후에 민사당은 꾸준히 20~30석 전후를 유지했다.
1970년대부터 공명당, 신자유 클럽, 사회민주연합 등 중도정당들이 등장하자 민사당은 이들과 협력 자세를 취했다. 그리고 다당화 경향 속에서 1970년대 후반~1980년대 중반에는 당세도 어느 정도 회복했다. 특히 1983년의 제37회 일본 중의원 의원 총선거에선 39석을 획득해 최고 성과를 냈다.
사회당과도 화해를 시도하고 선거 협력도 했지만 민사당이 주장하는 원자력 발전, 일미 안보 용인은 사회당이 받아들이기 힘든 것이었다. 그럼에도 사회당은 차츰 공산당과 거리를 두면서 중도좌파 정당을 지향하면서 공명당, 민사당과의 제휴를 꾀했다. 이를 사공민 노선이라 한다. 하지만 민사당과 공명당은 국대 정치를 통해 자민당과도 제휴를 시작했고 자민당은 사회당을 고립시키고자 두 정당과의 관계를 중시했는데 이를 자공민 노선이라 한다.
1987년 사회당의 지지 기반인 총평과 민사당의 지지 기반인 동맹이 통합하여 일본노동조합총연합회(연합)가 탄생하자 사공민 3당은 다시 가까워졌다. 1989년 제15회 일본 참의원 의원 통상선거, 1990년 제39회 일본 중의원 의원 총선거, 1992년 제16회 일본 참의원 의원 통상선거 때 사공민 협력을 위해 연합이 주도하는 통일 후보를 내는 한편 3당도 선거 협력에 나서 통합의 분위기도 자아냈다.
하지만 1990년 총선은 사회당 위원장 도이 다카코가 선거 협력보단 사회당의 당세 확장에 주력하여 사회당은 의석수를 크게 늘렸지만 민사당과 공명당은 오히려 의석수가 줄어드는 참패를 당했다. 연합이 추천한 후보도 민사당 계열은 모두 낙선했다. 이는 민사당과 사회당의 관계가 돌이킬 수 없게 된 결정적인 계기를 만들었다.
종교 단체인 창가학회를 모체로 하는 공명당은 독특한 당풍을 자랑했기에 민사당 내에서 공명당을 대하는 태도는 차이가 있었다. 니시무라 에이이치, 사사키 료사쿠, 나가스에 에이이치 등은 공명당과 제휴하여 사공민 노선을 지향하고 중도 신당을 창당할 것을 주장했다. 반면 가스가 잇코, 쓰카모토 사부로, 오우치 게이고 등은 공명당과는 거리를 두고 자민당과 제휴할 것을 요구했다.

### 비자민·비공산 연립 정권과 해산
1993년 7월 제40회 일본 중의원 의원 총선거에서 자민당의 과반수가 무너지자 사회당, 신생당, 공명당, 일본신당, 민사당, 신당 사키가케, 사회민주연합, 민주개혁연합 등 8개 당파가 모여 비자민·비공산 연립 정권인 호소카와 내각을 8월에 출범시켰다. 이로써 민사당은 창당 이래 처음으로 여당의 지위를 얻었다. 당시 민사당 위원장이던 오우치가 후생상으로 입각했는데 이 역시 창당 이후 첫 사례였다.
하지만 실질적으로 연립 정권을 이끌던 오자와 이치로와 사회당의 대립이 갈수록 심해졌고 호소카와 내각이 무너지고 1994년 4월 하타 내각이 들어설 무렵엔 사회당이 연립 이탈을 선언했다. 하타 내각은 순식간에 소수 정권으로 추락했고 사회당과 손을 잡은 자민당이 정권을 되찾으면서 연립 정권은 완전히 무너졌다. 민사당의 여당 생활도 10개월 만에 끝났다.
12월 신진당이 결성되자 이에 발맞춰 해산을 선언해 35년에 걸친 역사를 끝냈다. 공명당을 부정적으로 인식하던 쓰카모토와 오우치는 신진당에 합류하지 않고 자민당에 입당했다. 한편 민사당 출신 의원들은 신진당에 사회주의 인터내셔널 가맹을 요구했지만 받아들여지지 않았다.

### 해산 이후

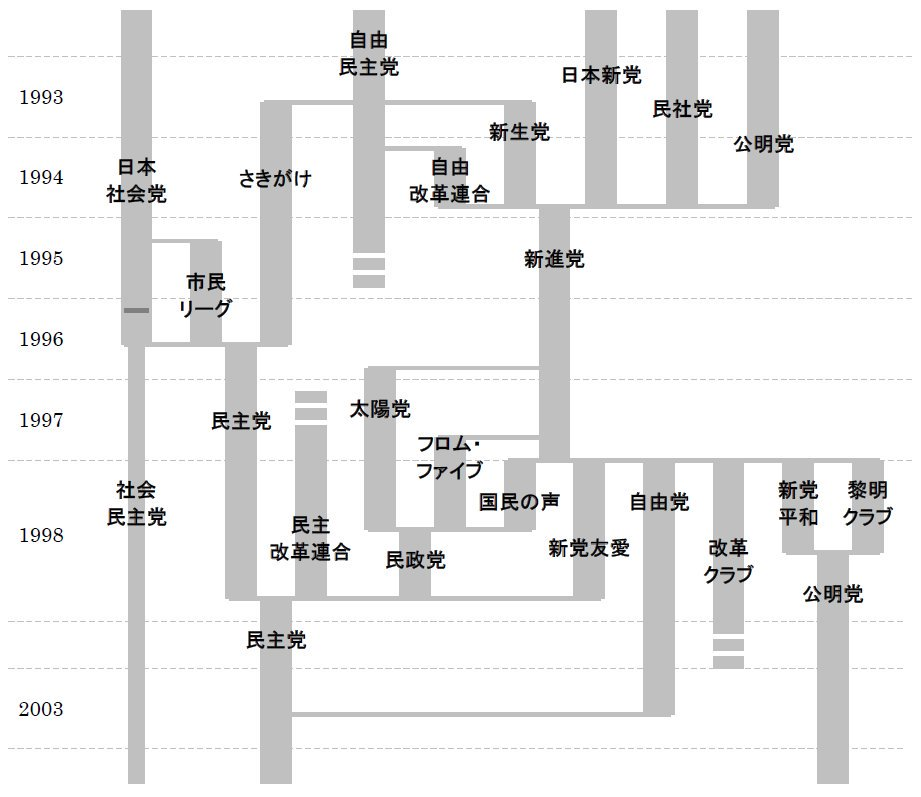
1990년대 정당의 이합집산을 나타낸 표.

민사당이 해산되자 정치 단체 소속 의원 대부분이 민사협회를 결성한 다음 그대로 신진당에 합류했다. 신진당이 1997년 해산하자 민사당 계열 의원들은 신당 우애, 민주당, 민진당, 국민민주당을 거쳐 입헌민주당에 소속되어 있다. 일부 의원들은 당이 바뀌는 과정에서 자민당으로 건너갔다.
민사당 국회의원 경험이 있던 의원들은 야나기다 미노루가 2022년 은퇴하면서 더 이상 현역으로 활동하는 경우는 없으며 민사당 당원 출신 의원은 국민민주당의 가와이 다카노리, 자민당의 야마타니 에리코, 입헌민주당의 와타나베 슈와 구마가이 히로토가 있다.

## 당명 개칭 문제
민사당은 창당 당시에는 민주사회당이었다가 1969년에 민사당으로 당명을 고쳤다. 1985년 4월 위원장 쓰카모토 사부로가 민사당의 '사'가 사회주의를 연상한다면서 민주당으로 당명을 고칠 걸 제안했으나 가스가 잇코, 사사키 료사쿠 등이 강하게 반발하여 채택되지 않았다.
나가스에 에이이치가 위원장이 된 후 "우리는 사회주의자 집단이다"라고 말하며 원점 회귀를 지향하자 요네자와 다카시가 "민사당의 '사'는 사회의 '사'가 아니라 회사의 '사'다"라고 반론했다. 오우치 게이고가 위원장이 되면서 다시 당명을 민주당으로 고치자는 얘기가 나왔지만 원로 의원들과 동맹의 반대로 통과되지 못했다. 그 대신 오우치는 민주사회주의나 사회주의와 같은 표현을 가급적 피하는 방식으로 사회주의에서 탈피하고자 했다.
이렇듯 민사당은 사회주의를 피하려는 세력과 민주사회주의 정통파로 남아 있으려는 세력 간의 싸움이 잦았고 이는 민사당의 성격을 애매하게 만들었다. 지지자들 사이에서는 민주사회당이 아니라 민간사회당이다라는 자조가 나올 정도로 당의 성격은 확실하지 못했다. 다만 애매한 성격 덕에 자본주의에도 공산주의에도 치우치지 않고 독자적인 노선을 걸을 수 있었고 창가학회라는 뒷배경이 있는 공명당과도 차별화될 수 있었다는 평가도 있다.

## 집행부

### 역대 위원장
| 대수 | 이름 | 이름              | 임기                   |
| ---- | ---- | ----------------- | ---------------------- |
| 초대 |      | 니시오 스에히로   | 1960년 1월~1967년 6월  |
| 2대  |      | 니시무라 에이이치 | 1967년 6월~1971년 4월  |
| 3대  |      | 가스가 잇코       | 1971년 4월~1977년 11월 |
| 4대  |      | 사사키 료사쿠     | 1977년 11월~1985년 4월 |
| 5대  |      | 쓰카모토 사부로   | 1985년 4월~1989년 2월  |
| 6대  |      | 나가스에 에이이치 | 1989년 2월~1990년 4월  |
| 7대  |      | 오우치 게이고     | 1990년 4월~1994년 6월  |
| 8대  |      | 요네자와 다카시   | 1994년 6월~1994년 12월 |

### 역대 집행위원회 구성
| 당대회 | 위원장            | 부위원장                                                  | 서기장            | 정책심의회장      | 국회대책위원장  | 참의원 의원회장   |
| ------ | ----------------- | --------------------------------------------------------- | ----------------- | ----------------- | --------------- | ----------------- |
| 1회    | 니시오 스에히로   |                                                           | 소네 에키         | 이마즈미 이사무   | 가스가 잇코     | 아마다 가쓰마사   |
| 4회    | 니시오 스에히로   | 이토 우시로                                               | 니시무라 에이이치 | 다케모토 마고이치 | 사사키 료사쿠   | 아마다 가쓰마사   |
| 8회    | 니시무라 에이이치 |                                                           | 가스가 잇코       | 다케모토 마고이치 | 사사키 료사쿠   | 아마다 가쓰마사   |
| 10회   | 니시무라 에이이치 | 사사키 료사쿠                                             | 이케다 데이지     | 다케모토 마고이치 | 무카이 나가토시 |                   |
| -      | (사사키 료사쿠)   |                                                           | 이케다 데이지     | 다케모토 마고이치 | 무카이 나가토시 |                   |
| 13회   | 가스가 잇코       |                                                           | 이케다 데이지     | 다케모토 마고이치 | 무카이 나가토시 |                   |
| 15회   | 가스가 잇코       | 고다이라 다다시 나카무라 마사오                           | 이케다 데이지     | 다케모토 마고이치 | 무카이 나가토시 |                   |
| -      | 가스가 잇코       | 고다이라 다다시 나카무라 마사오                           | 이케다 데이지     | 다케모토 마고이치 | 무카이 나가토시 | (쓰카모토 사부로) |
| 16회   | 가스가 잇코       | 고다이라 다다시 나카무라 마사오 사사키 료사쿠             | 이케다 데이지     | 다케모토 마고이치 | 무카이 나가토시 | 쓰카모토 사부로   |
| 17회   | 가스가 잇코       | 고다이라 다다시 나카무라 마사오 사사키 료사쿠             | 가와무라 가쓰     |                   | 무카이 나가토시 | 쓰카모토 사부로   |
| 18회   | 사사키 료사쿠     | 고다이라 다다시 나카무라 마사오                           | 오우치 게이고     | 다마키 잇토쿠     | 무카이 나가토시 | 쓰카모토 사부로   |
| -      | 사사키 료사쿠     | 고다이라 다다시 나카무라 마사오                           | 오우치 게이고     | 나가스에 에이이치 | 무카이 나가토시 | 쓰카모토 사부로   |
| 19회   | 사사키 료사쿠     | 고다이라 다다시 나카무라 마사오 무카이 나가토시           | 오우치 게이고     | 산지 시게노부     |                 | 쓰카모토 사부로   |
| 20회   | 사사키 료사쿠     | 고다이라 다다시 나카무라 마사오                           | 오우치 게이고     | 산지 시게노부     |                 | 쓰카모토 사부로   |
| 22회   | 쓰카모토 사부로   | 나가스에 에이이치                                         | 오우치 게이고     | 요네자와 다카시   | 오자와 데이고   | 후지이 쓰네오     |
| 24회   | 나가스에 에이이치 | 가와무라 가쓰 산지 시게노부 누키야마 에이코               | 요네자와 다카시   | 나카노 간세이     | 요시다 유키히사 | 후지이 쓰네오     |
| -      | 나가스에 에이이치 | 가와무라 가쓰 산지 시게노부 누키야마 에이코               | 요네자와 다카시   | 나카노 간세이     | 간다 아쓰시     | 후지이 쓰네오     |
| 25회   | 오우치 게이고     | 다부치 데쓰야 니시무라 쇼조 누키야마 에이코               | 요시다 유키히사   | 나카노 간세이     | 간다 아쓰시     |                   |
| -      | 오우치 게이고     | 다부치 데쓰야 니시무라 쇼조 누키야마 에이코               | 요시다 유키히사   | 나카노 간세이     | 아오야마 다카시 |                   |
| 27회   | 요네자와 다카시   | 요시다 유키히사 아베 모토오 니시무라 쇼조 누키야마 에이코 | 나카노 간세이     | 이토 에이세이     | 아오야마 다카시 |                   |

## 역대 선거 결과

### 중의원 의원 총선거
| 선거 | 후보자 수 | 득표수      | 득표율 | 당선자 수 | 당선자 수의 증감 | 집권 여부 |
| ---- | --------- | ----------- | ------ | --------- | ---------------- | --------- |
| 1960 | 105명     | 3,464,147표 | 8.77%  | 17 / 467  | 보합             | 야당      |
| 1963 | 59명      | 3,023,302표 | 7.37%  | 23 / 467  | 6명              | 야당      |
| 1967 | 60명      | 3,404,464표 | 7.4%   | 30 / 486  | 7명              | 야당      |
| 1969 | 68명      | 3,636,591표 | 7.74%  | 31 / 486  | 1명              | 야당      |
| 1972 | 65명      | 3,660,953표 | 6.98%  | 19 / 491  | 12명             | 야당      |
| 1976 | 51명      | 3,554,076표 | 6.28%  | 29 / 511  | 10명             | 야당      |
| 1979 | 53명      | 3,663,691표 | 6.78%  | 35 / 511  | 6명              | 야당      |
| 1980 | 50명      | 3,896,728표 | 6.6%   | 32 / 511  | 3명              | 야당      |
| 1983 | 54명      | 4,129,907표 | 7.27%  | 38 / 511  | 6명              | 야당      |
| 1986 | 56명      | 3,895,858표 | 6.44%  | 26 / 512  | 12명             | 야당      |
| 1990 | 44명      | 3,178,949표 | 4.6%   | 14 / 512  | 12명             | 야당      |
| 1993 | 28명      | 2,205,682표 | 3.51%  | 15 / 511  | 1명              | 여당      |

### 참의원 의원 통상선거
| 선거 | 후보자 수 | 득표수      | 득표율 | 당선자 수 | 비개선 |
| ---- | --------- | ----------- | ------ | --------- | ------ |
| 1962 | 24명      | 1,899,756표 | 5.3%   | 5 / 250   | 7      |
| 1965 | 21명      | 2,214,375표 | 5.9%   | 3 / 250   | 4      |
| 1968 | 16명      | 2,578,581표 | 6%     | 7 / 250   | 3      |
| 1971 | 11명      | 2,441,509표 | 6.1%   | 6 / 252   | 7      |
| 1974 | 14명      | 3,114,895표 | 5.9%   | 5 / 252   | 5      |
| 1977 | 11명      | 3,387,541표 | 6.6%   | 6 / 252   | 5      |
| 1980 | 11명      | 3,364,478표 | 6%     | 6 / 252   | 6      |
| 1983 | 32명      | 3,888,429표 | 8.4%   | 6 / 252   | 6      |
| 1986 | 27명      | 3,940,325표 | 6.9%   | 5 / 252   | 7      |
| 1989 | 25명      | 2,726,419표 | 4.9%   | 3 / 252   | 5      |
| 1992 | 20명      | 2,255,423표 | 5%     | 4 / 252   | 5      |

## 같이 보기
- 일본사회당
  - 사회당 우파
- 전일본노동총동맹
- 핵병기폐절평화건설국민회의
- 사회주의 인터내셔널
- 신진당

### 내용주
1. ↑  애초에 사회민주주의는 공산주의의 실천적 면을 지향한 수정주의 사상이라 마르크스주의의 영향력이 강할 수밖에 없었다. 하지만 1951년 사회주의 인터내셔널이 민주적 사회주의를 채택하면서 마르크스주의의 계급투쟁과는 절연했다. 이로써 서유럽의 사민주의 정당은 민사주의 노선을 채택해 사민주의와 민사주의는 거의 동의어처럼 쓰이게 됐다. 그러나 일본에서 사민주의는 여전히 공산주의적 사고를 함의하는 것으로 여겨졌기에 차이를 강조할 필요가 있었던 것으로 보인다.
2. ↑  처음에는 미군이 일본에 주둔하는 데 반대하고 사전협의에 대한 거부권이 인정되어야 한다고 주장했다. 하지만 시간이 지나면서 자민당과 큰 차이가 없어지기 시작했다.
3. ↑  신호헌이라고도 하는데 민사당이 해체된 뒤 논헌의회로 개편되었다가 지금은 개헌 단체인 창헌회의로 이름을 바꿨다. 창헌회의는 2005년 2월 국기와 국가의 명문화, 재군비를 통한 적극적인 국제 공헌, 개헌 요건의 완화 등을 주장하며 신헌법의 초안을 공개한 적이 있다.[22][23]
4. ↑  사실 이 선거에서 사회당의 의석 자체는 늘었다. 하지만 목표치인 100석에 못 미치는 84석에 그쳤던 데다가 자민당도 의석을 많이 늘렸기에 상대적으로 패배했던 것이다.

### 참조주
1. ↑  James Brown; Guibourg Delamotte; Robert Dujarric, 편집. (2021). 《The Abe Legacy: How Japan Has Been Shaped by Abe Shinzo》. Rowman & Littlefield. 24쪽. ISBN 9781793643315. A coalition of fragments of the old Japan Socialist Party, the former “centrist” Democratic Socialist Party, and disaffected refugees from the LDP, its mastermind was Ozawa Ichiro, the most formidable of Tanaka Kakuei's disciples.
2. ↑  Michael J Hogan; Michael J. Hogan, 편집. (1996). 《Hiroshima in History and Memory》. Cambridge University Press. 137쪽. ISBN 9780521566827.
3. ↑  R. Taggart Murphy, 편집. (2014). 《Japan and the Shackles of the Past》. Oxford University Press. 122쪽. ISBN 9780190213251. A coalition of fragments of the old Japan Socialist Party, the former “centrist” Democratic Socialist Party, and disaffected refugees from the LDP, its mastermind was Ozawa Ichiro, the most formidable of Tanaka Kakuei's disciples.
4. 1 2  政治・経済教育研究会 編 『政治・経済用語集 第2版』 山川出版社、2019年、77頁。ISBN 978-4-634-05113-3
5. 1 2 3 4 5  田口富久治. 日本大百科全書(ニッポニカ) - 民社党 コトバンク. 2018年8月31日閲覧。
6. 1 2 3 4 5  田口富久治. 日本大百科全書(ニッポニカ) - 民社党 #綱領・政策 コトバンク. 2018年8月31日閲覧。
7. 1 2  大辞泉 第三版 コトバンク. 2018年8月31日閲覧。
8. ↑  及川智洋 (2019년 3월). 〈第5章 第3節 民社党－－－社会党から分裂した社民主義政党が、反共の新自由主義政党へ〉. 《戦後革新勢力の対立と分裂》. 法政大学 博士論文(政治学) 32675甲第451号. NAID 500001352405.
9. ↑  Franklin Henry Hooper; Walter Yust, 편집. (1982). 《Britannica Book of the Year》. Encyclopaedia Britannica. 1950쪽.
10. ↑  宇野俊一ほか編 『日本全史（ジャパン・クロニック）』 講談社、1991年、1118頁。ISBN 4-06-203994-X。
11. ↑  日本大百科全書(ニッポニカ) - 社会主義インターナショナル コトバンク. 2018年8月31日閲覧。
12. ↑  ブリタニカ国際大百科事典 小項目事典 - 社会主義インターナショナル コトバンク. 2018年8月31日閲覧。
13. ↑  世界大百科事典 第２版 - しゃかいしゅぎインターナショナル コトバンク. 2018年8月31日閲覧。
14. 1 2  『日本政治年鑑 1960年版』, 195–197쪽.
15. ↑  『国家と安全保障--栗栖弘臣元統幕議長に聞く』民社党本部教宣局「革新」60-72頁、1980年
16. ↑  「『軍縮問題資料』月刊誌消える」東京新聞2005年1月30日
17. ↑  左派弱体化へ秘密資金　米CIA、保革両勢力に 共同通信
18. ↑  左派弱体化狙い、秘密資金提供 - CIAが50年前、日本の保革両勢力に 보관됨 2007-09-27 - 웨이백 머신U.S. FrontLine
19. ↑  “民社党訪中代表団と中日友好協会代表団の共同声明”. 東京大学東洋文化研究所. 2016년 11월 4일에 확인함.
20. ↑  民社党本部教宣局「日本民社党訪中団と中国中日友好協会代表団との共同声明」革新23号19～21頁、1972年
21. ↑  平成05年01月26日衆院本会議における大内啓伍の代表質問など
22. ↑  創憲会議/編 「新憲法草案」憲法改正社 管理ページ
23. ↑  創憲会議　新憲法草案 ※ 国会図書館 Pdf
24. 1 2  『中部日本新聞』1960年1月24日付夕刊、1面、「民主社会党が発足」。
25. ↑  ブリタニカ国際大百科事典 小項目事典 コトバンク. 2018年8月31日閲覧。
26. ↑  『朝日新聞』1994年11月7日 第7面『インタ加盟、新・新党にも』

## 참고 문헌
- 《日本政治年鑑 1960年版》. 世界書院. 1960년 4월 10일.